# فندقستان
صومعهٔ فندُقستان یک صومعه بودایی بود که در بالای یک تپه مخروطی شکل در کنار دره غوربند، ولایت پروان، حدود ۵۰ کیلومتری شمال غربی کابل واقع شده بود. این محل واقع در ولسوالی غوربند؛ پنج کیلومتری جنوب سیاهگر و ۱۱۷ کیلومتری جنوب شرقی کابل در ۳۴° ۵۸′ شمالی ۶۸° ۵۳′ شرقی است. این محل نامش را از روستایی در همان نزدیکی گرفته است.
این صومعه به اوایل قرن هشتم میلادی برمی‌گردد، با یک تاریخ‌گذاری در سال ۶۸۹ میلادی که از طریق شواهد سکه‌شناسی به دست آمده است، به طوری که هنر بودایی این مکان در حدود ۷۰۰ میلادی تخمین زده شده است. این تنها تاریخ قطعی برای این دوره هنری در هندوکش است و به عنوان یک نقطه مرجع مهم زمانی عمل می‌کند.

## ویژگی‌ها
به گفته بنجامین رولند، «این زیارتگاه‌های کوچک، که مملو از پیکره‌های تراشیده‌شده با پس‌زمینه‌های رنگارنگ بودند، باید جلوه‌ای از نوعی نمایش مذهبی را ایجاد می‌کردند که در آن، مانند یک صحنه، بازدیدکننده می‌توانست نگاهی اجمالی به قلمروهای آسمانی داشته باشد».
آثار هنری صومعه فندقستان مربوط به سطح نسبتاً بالایی از فعالیت هنری در مناطقی است که توسط کابلشاهان بودایی در طول قرن‌های ۷ و ۸ میلادی کنترل می‌شد، در نتیجه توسعه مداوم هنر بودایی، با تأثیر احتمالی هپتالیان، همراه با میراث فرهنگی ساسانی. هنر فندقستان همچنین با آخرین مراحل هنر یونانی-بودایی در قرن‌های ۷ و ۸ میلادی مطابقت دارد.
در این دوره، امپراتوری تانگ چین نفوذ و ترویج بودیسم را به پادشاهی‌های آسیای مرکزی، از جمله افغانستان، با هجوم راهبان چینی گسترش داد، در حالی که برعکس مهاجرت راهبان هندی از هند به آسیای مرکزی، دقیقاً به دنبال این حمایت بود. این رویدادها باعث پیدایش سبک‌های ترکیبی هندی-چینی فندقستان و تپه سردار شد. شباهت‌هایی نیز با آثار هنری معاصر در چین، مانند آثار تیان لونگشان، مشاهده شده است.

## کشف
چارلز ماسون در سال ۱۸۳۶ از منطقه دره غوربند بازدید کرد و در کتاب خود «روایت‌های سفرهای مختلف در افغانستان، بلوچستان و پنجاب» به وجود ویرانه‌های متعدد اشاره کرد.
این صومعه در سال ۱۹۳۶ توسط ژوزف هاکین از هیئت باستان‌شناسی فرانسه در افغانستان و در سال ۱۹۳۷ توسط ژان کارل از همان سازمان کاوش شد. بیشتر آثار هنری که بازیابی شدند بین موزه گیمه پاریس و موزه ملی افغانستان تقسیم شدند، که بسیاری از آنها در غارت دهه‌های اخیر برجا نماندند.

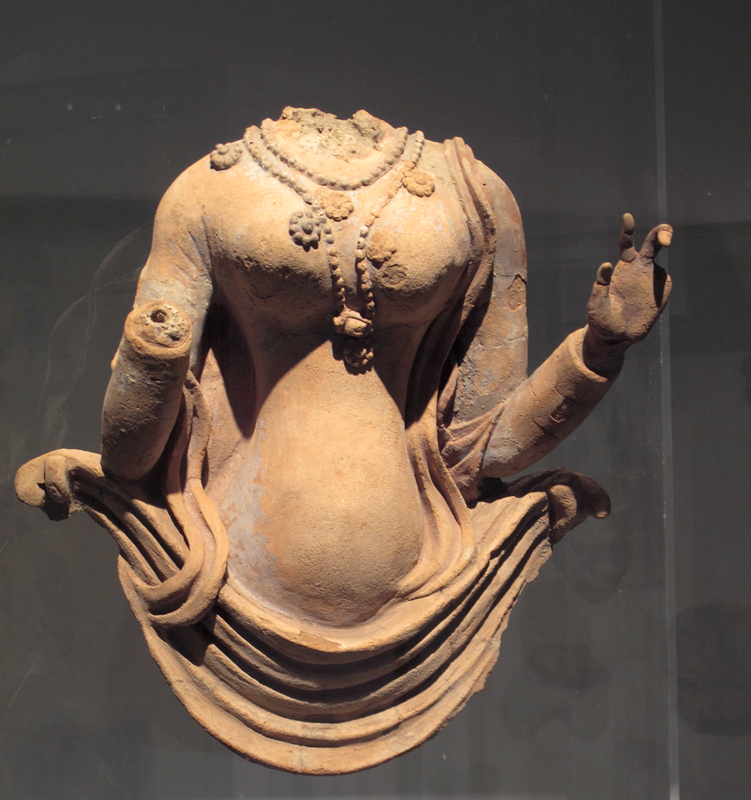
تندیس زنانهٔ یافته در فندقستان، موزهٔ گیمه
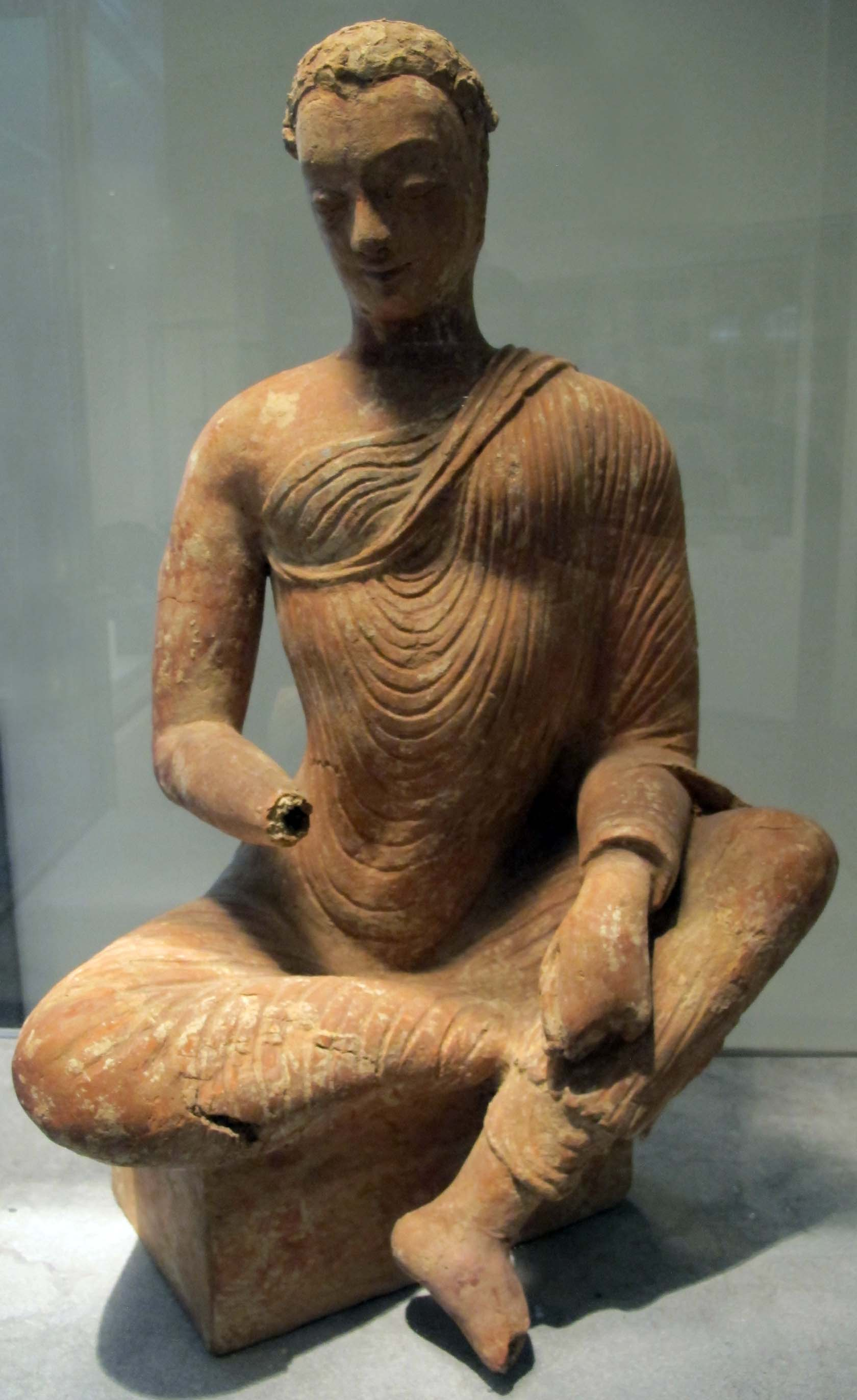
بودای نشسته، یافته در فندقستان، موزهٔ گیمه
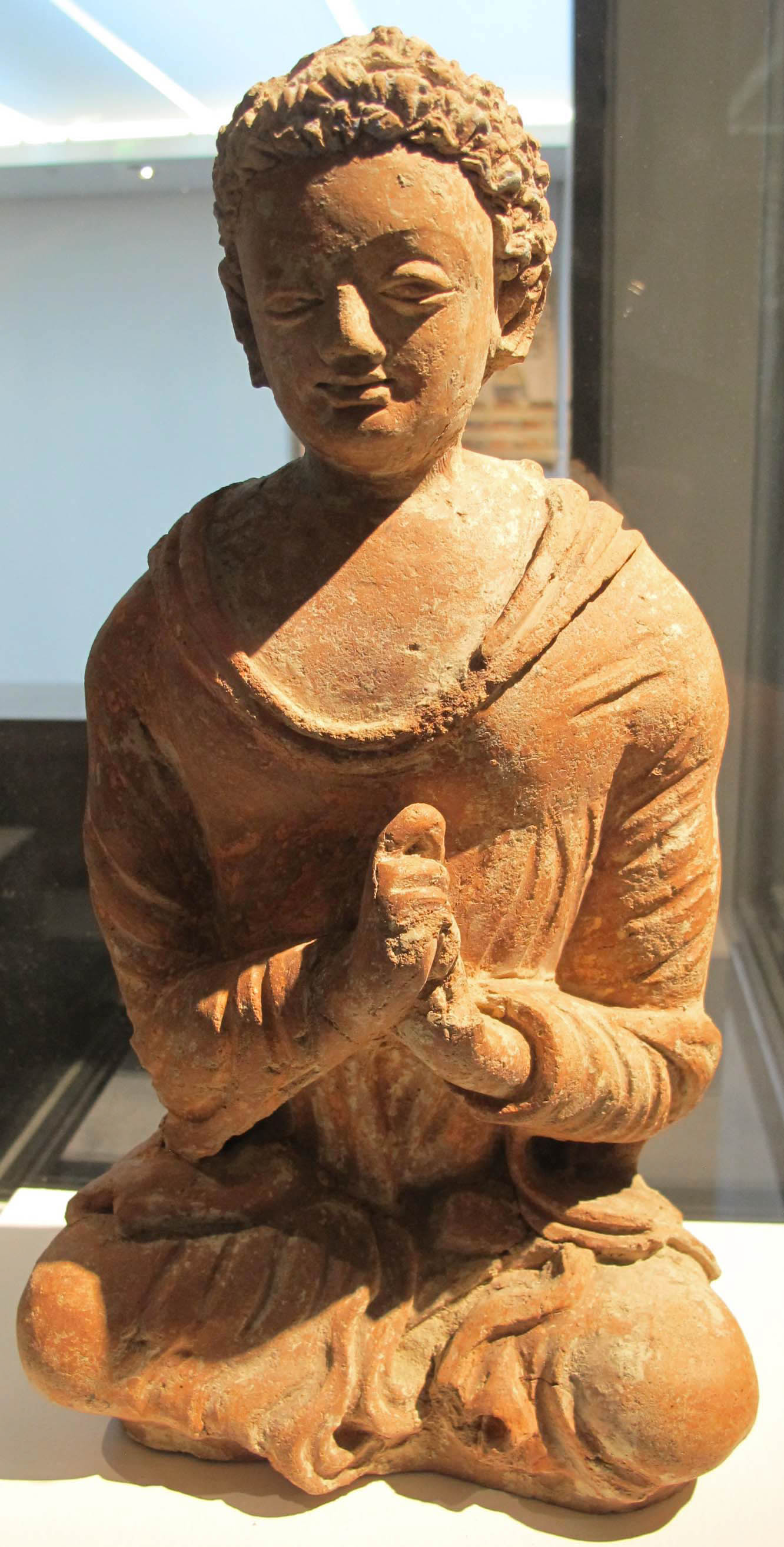
بودای نشسته، یافته در فندقستان، موزهٔ گیمه
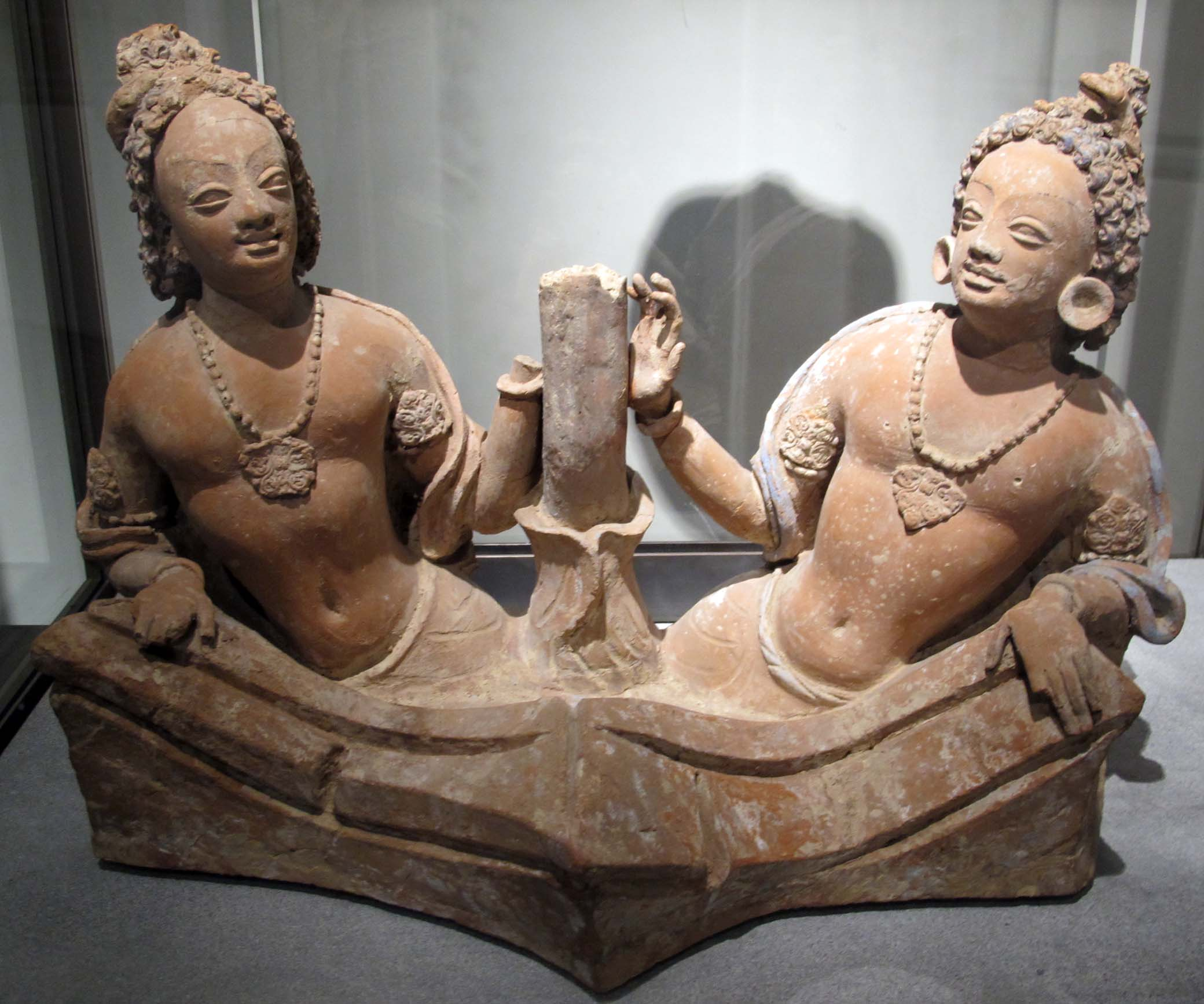
یافته در فندقستان، موزهٔ گیمه
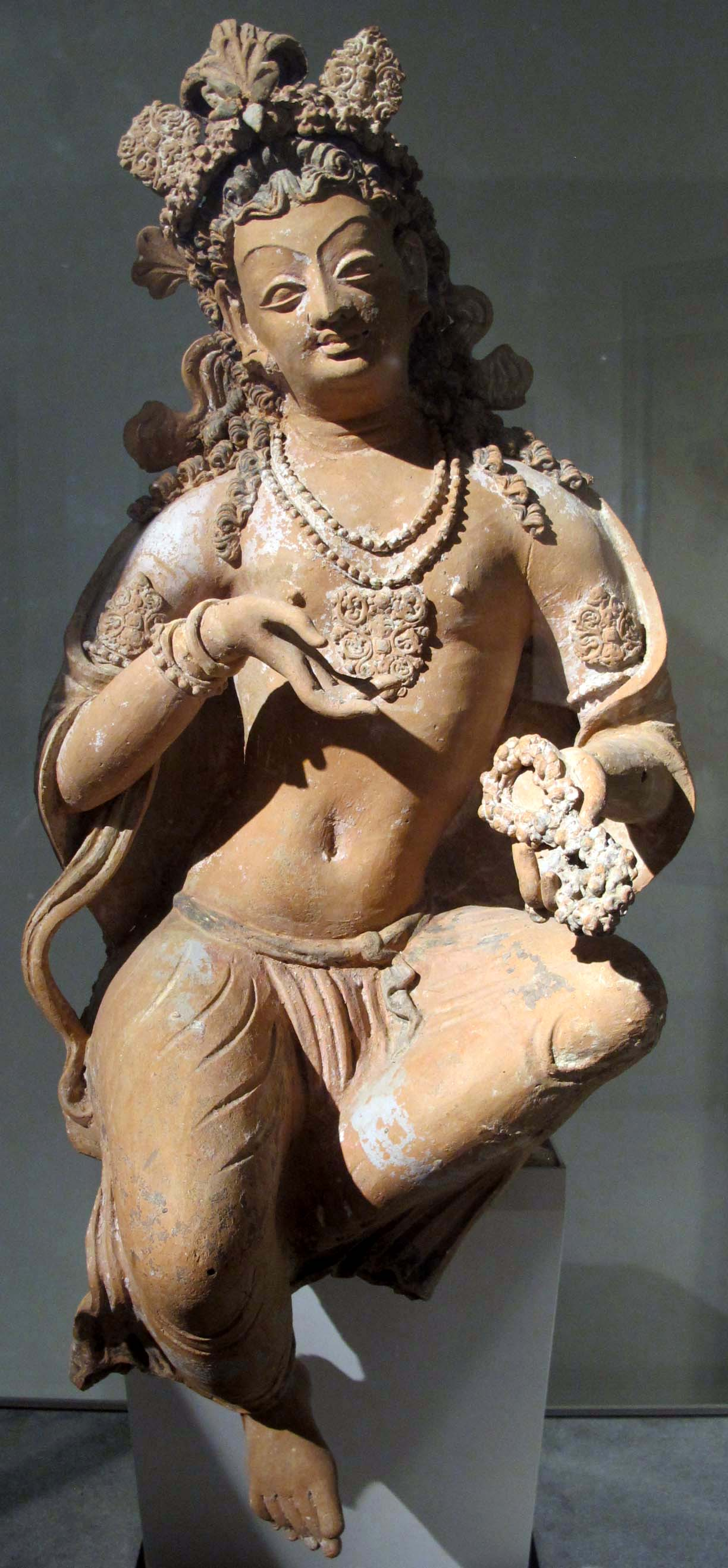
بوداسف، یافته در فندقستان، موزهٔ گیمه